# Antonio Saca
Pour les articles homonymes, voir González.
Elías Antonio Saca González, parfois surnommé « Tony », né le 9 mars 1965, est un homme d'État, homme d'affaires et journaliste salvadorien. Il est président de la république du Salvador de 2004 à 2009. Il est condamné à 10 ans de prison en 2018 pour des faits de corruption.

## Biographie
Issu d'une famille d'origine palestinienne installée au Salvador au début du XXe siècle, Saca travaille dans le domaine de la communication, comme commentateur sportif puis créateur d'une radio. Saca appartient, tout comme ses prédécesseurs Alfredo Cristiani, Armando Calderón et Francisco Flores, au parti conservateur ARENA (Alliance républicaine nationaliste).
Lors de la campagne présidentielle de 2004, le manque d'expérience politique de Saca est critiqué par les commentateurs politiques. Le gouvernement de George Bush intervient directement en sa faveur, menaçant d’empêcher l'envoi d'argent des immigrés salvadoriens (source de revenus représentant alors 17 % du PIB du pays) en cas de défaite d'Antonio Saca Au second tour, le 21 mars 2004, Saca est élu facilement devant le candidat du Front Farabundo Martí de libération nationale (FMLN), Schafik Handal, avec 58 % des suffrages et une participation de 70 %. Le 1er juin suivant, il prend ses fonctions en remplacement de Francisco Flores. 
Saca suit la même politique que son prédécesseur : économie libérale et alignement politique sur les États-Unis. L'administration des États-Unis du président George W. Bush soutenait la candidature de Saca et les deux pays ont des relations très amicales. Au terme de son mandat de cinq ans, il transmet le pouvoir à son successeur Mauricio Funes le 1er juin 2009.
Il est candidat à l'élection présidentielle de 2014 pour la Grande alliance pour l'unité nationale mais arrive en troisième position avec 11,4 %  des suffrages.
Le 29 octobre 2016, il est arrêté pour corruption et détournement de fonds publics. Plusieurs autres responsables de son administration sont également arrêtés, dont les ex-ministres de la Communication et de la Jeunesse, accusés d'association de malfaiteurs et de blanchiment d'argent, pour le détournement d'au moins 301 millions de dollars vers des comptes privés. Il est condamné à 10 ans de prison en septembre 2018.